# ロベルト・オラベ
ロベルト・オラベ・デル・アルコ（Roberto Olabe del Arco、1996年5月5日 - ）は、スペイン・サラマンカ出身のサッカー選手。デポルティーボ・ラ・コルーニャ所属。ポジションはMF。

## クラブ経歴
カスティーリャ・イ・レオン州のサラマンカに生まれ、レアル・ソシエダの下部組織で育成された。
2019年7月7日、SDエイバルと4年契約を交わした。しかし、トップチーム出場には至らず、下部リーグへのローン移籍に終始。2021年1月には初の国外リーグとなるCDトンデラへのローン移籍が決まった。
2022年1月31日、ADアルコルコンに移籍した。
2022年7月7日、デポルティーボ・ラ・コルーニャに移籍し、2年契約を結んだ。